# محمد وليد تيبوتين
محمد وليد تيبوتين (مواليد 28 فبراير 1991، بني مسوس) هو لاعب كرة قدم جزائري. يلعب في كمدافع.

## المسيرة
لعب ضمن الرابطة الجزائرية المحترفة الأولى في 2015- 2016 و2017- 2018 مع شبيبة الساورة.
في 2019، وقع محمد وليد تيبوتين عقدًا لمدة عامين مع نادي اتحاد الجزائر. في 2020، وقع عقدًا لمدة عامين مع نادي اتحاد بلعباس.